# وی‌بی‌اسکریپت
VBscript یک زبان رایانه‌ای فعال است که توسط شرکت مایکروسافت توسعه یافته‌است. ترکیبات این زبان با تغییرات محدودی از زبان برنامه‌نویسی ویژوال بیسیک برگرفته شده‌است.

VBscript به صورت معمولی بر روی همه ویندوزهای انتشار یافته توسط مایکروسافت از ویندوز ۹۸ تا حالا نصب شده‌است. براساس تنظیمات و اهداف وسایلی که اجرا شده بر روی ویندوز CE ممکن است این برنامه شامل ویندوز CE نشود و سود این برنامه برای مدیران ویندوز برای جستجو کردن یک ابزار اتوماتیک است که از دسته زبان‌های برنامه سازی توسعه یافته اولیه اواخر سال ۱۹۷۰ قوی تر و پربازده تر باشد.

VBscript باید با یک فضای استاندارد میزژی‌هایی شبیه کنترل سندهای مایکروسافت.

## تاریخچه
VBscript به عنوان قسمتی از تکنولوژی‌های نمایش ویندوز به کار گرفته شد. چیزی که هدفش در ابتدا برای توسعه وب در سال ۱۹۹۶ ارسال و منتشر شد، در طول یک دوره دو ساله VBscript و JVscript از ورژن ۱٫۰ به ورژن ۲٫۰ ارتقاء پیدا کردند و بعد از آن زمان مدیران سیستم‌ها به این فکر افتادند که از این زبان استفاده کنند.
در ورژن ۵٫۰ دستورالعمل‌های VBscript با ویژگی‌هایی نظیر توضیحات منظم، کلاسها، حالتها (مقدار/ اجرا/ اجرای عمومی) تابع برای سنجش، اجرای دستورهایی که توسط یک ویرایش‌گر دیگر ساخته شده‌است، یک اشاره گر دستور العمل‌ها مثل Getref()، پخش شده کمک‌های کامپیوتر، رشد پیدا کرده‌اند.

در ورژن ۵٫۵ (Submatches)ها برای کلاس کلاس توضیحات منظم در VBscript اضافه شده‌است، که در نهایت به VBscript اجازه می‌دهد که تألیفاتی را سند کند که گروه‌های توضیحاتی را در درون خود تسخیر کند.
این پیشرفت قبلاً فقط در JVscript از خانواده محصولات مایکروسافت ممکن بود.
از سال ۲۰۰۸ تا حالا هیچ دستورالعمل جدیدی به نام VBscript اضافه نشده‌است. به‌طوری که توسط ویندوز powershell جایگزین شده‌است.

به علاوه کمک‌ها در ادامه با مقدار کد نوشته شده در برنامه وظایف خود را ادامه می‌دهند به خاطر اینکه آن‌ها به عنوان یک ابزاری مؤثر برای بعضی وظایف باقی می‌مانند.

ماشین زبان به‌طور مستمر توسط تیم مهندسی نگهداری مایکروسافت نگهداری شده‌است. چیزی که برای رفع خطاها و خدمات امنیتی قابل دسترسی است.

وقتی استفاده‌ها در اینترنت اکسپلورر مایکروسافت به کار گرفته شده VBscript در دستورالعملها به JVscript شبیه می‌شود به عنوان یک زبان برای نوشتن دستورالعملهایی که برای صفحات HTML شامل شده‌اند و متقابلاً با مدل شیءگرایی اسناد صفحات DOM که به تنهایی برای انجام وظایفی در HTML ممکن نیست.
نمونه‌های دیگر از مرورگرها firebox و opera هستند که برای پشتیبانی VBscript ساخته نشده‌اند.
این به این معناست که ارتقاء دهنده‌های مرورگرها برای ارتقاء مرورگرها از زبان JVscript استفاده می‌کنند.
در کنار کاربران وب، VBscript همچنین برای پردازش سرور صفحات وب استفاده می‌شود که این مسئله برای صفحات فعال سرور مایکروسافت ASP بسیار قابل توجه‌است.
ماشین ASP و کتابخانه تایت و vbscript.dll,asp.dll برای اجرای اسناد VBscript که جا شده در یک صفحه ASP مشمول تبدیل کننده‌های ٪> و <٪ است.
این یک مثال است از یک صفحه ASP با VBscript که فرمت یک زمان ۲۴ ساعته را نشان می‌دهد.
همچنین VBscript می‌تواند برای تولید کاربردهایی که مستقیماً بر روی ویندوزهای کامپیوترهای شخصی مایکروسافت اجرا می‌شوند مورد استفاده قرار گیرد.

ساده‌ترین مثال از آن یک سند است که استفاده فضای میزان ویندوز را می‌سازد. یک مثال از سند برای بالا آمدن به تنهایی فایل از راه گسترش فایل VBS است.

این سند می‌تواند در دو راه مطلوب شده باشند:

wscript. exe استفاده شده برای نمایش خروجی و ورودی را حول یک GUI دریافت کند.
مثل بسته‌های دیالوگی و ورودی

cscript. exe استفاده در محیط ویرایش دستورها VBscript.

فایلهای vbs می‌توانند دو نوع فایل ویرایشی را شامل شده باشند:

فایلهای wsf: فایلهایی که بعد از XML معمول شد.

فایلهای hta: فایلهایی که بعد از HTML معمول شد.

فایلهای wsf می‌توانند فایلهای vbs چندگانه را شامل شوند. در نتیجه فایلهای wsf معناهایی برای استفاده مجدد از کدها را مهیا می‌کنند:

می‌توانیم یک کتابخانه‌ای از کلاسها یا تابع‌هایی در یک یا چند فایل vbs بنویسیم و آن فایلها را در یک یا چند فایل wsf برای استفاده و استفاده مجدد آن تابع‌ها در یک راه مدل شده شامل کنیم.
مورد استفاده دیگر HTML در کاربردهای HTML و HTA است.
در یک HTA, HTML برای ملاقات کاربران مورد استفاده قرار گرفته‌است و یک زبان ویرایش مثل HTML برای منطق برنامه مورد استفاده قرار گرفته‌است.

HTAS در درون mshta.exe اجرا می‌شود. چیزی که یک فضای مورد اعتماد تولید شده توسط اینترنت اکسپلورر است. محدودیت‌ها برای اجرای کاربردها در وب یا محدوده اینترنت مثل دسترسی به فایلهای محلی یا راه‌های شبکه‌ای به کار برده شده‌است.
همچنین HTAS در این محیط قابل اعتماد اجرا می‌شود. راهنمای فعال تحقیق می‌تواند موضوعی برای محدوده منطقی اینترنت اکسپلورر و پیامهای خطای مربوطه باشد.

VBscript و JVscript می‌توانند در یک فایل wsc برای تولید یک مؤلفه ویرایش ویندوز مورد استفاده قرار گیرد. یک کلاس ویرایش فعال که می‌تواند توسط کاربردهای کامپیوتری قابل اجرای دیگر طلب شده باشد.
در آخر VBscript به عنوان یک زبان ویرایشی وارداتی برای بعضی کاربردهای جاداده شده تطابق داده شده‌است. مثل ملاقاتهای اپراتوری تولیدی و ملاقاتهای ماشینی بشر.

## توابع و دستورالعمل‌ها
VBscript توابعی کتابخانه‌ای و روتین را مهیا کرده‌است مثل تاریخ/ زمان، عملیات رشته‌ای، ریاضی، تقابل کاربران، خطایابی و توضیحات منظم.

به علاوه تابع‌ها می‌توانند به استفاده از فناوری‌های فعال اضافه شده باشند. مدیریت سیستمی فایل، تغییر و تبدیل فایل، و عملکردهای متن در حال جریان می‌توانند به سرانجام برسند با کتابخانه زمان اجرای ویرایش scrrun.dll.
فایل باینری و حافظهٔ ۰ و ۱ توسط کلاس ADODB.Stream مهیا شده‌است. فایلی که هم می‌تواند به عنوان سازنده رشته مورد استفاده قرار گیرد و هم می‌تواند به عنوان تبدیل‌کننده یک آرایه‌ای از بایتها به یک رشته و بالعکس مورد استفاده قرار گیرد.
دسترسی به پایگاه اطلاعات مقدور است در اطراف شیءهای داده‌ای فعال ADO و پایگاه سوخت IIS با مجوزهای معتبر و کافی توسط تابع Getobject() می‌تواند دستکاری شود. به علاوه، فایلهای XML و طرح‌ها می‌توانند توسط کتابخانه XML مایکروسافت دستکاری شده باشند. (msxml3.dll , msxml6.dll) چیزی که می‌تواند از طریق XMLHTTP و شیءهای سرور XMLHTTP برای بازیابی شاخه‌های وب جهانی مورد استفاده قرار گیرد.